# Max Burchardt (Ägyptologe)
Max Burchardt (* 6. März 1885 in Berlin; † 7. September 1914 nahe Meaux in Frankreich) war ein deutscher Ägyptologe.

## Leben

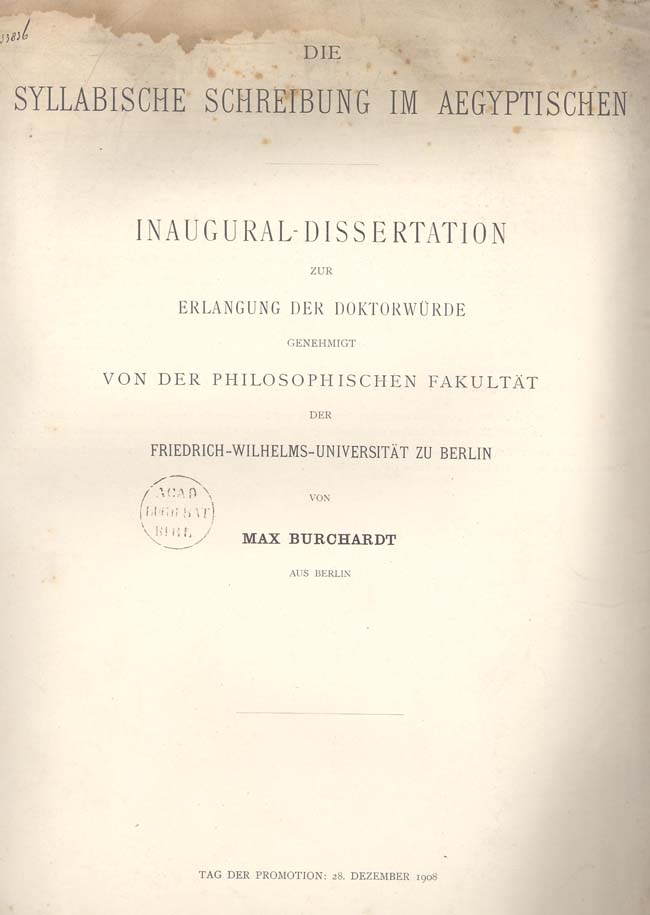
Die syllabische Schreibung im Aegyptischen. Inaugural-Dissertation, Friedrich-Wilhelms-Universität, Berlin 1908

Burchardt studierte Ägyptologie und Semitische Sprachen (hier beschäftigte er sich vor allem mit dem Assyrischen) an der Berliner Friedrich-Wilhelms-Universität und an der Universität Leipzig. Bereits 1904 wurde er Assistent bei der Ägyptischen Abteilung der Königlichen Museen zu Berlin, 1905 wechselte er zum Wörterbuch der ägyptischen Sprache, einem renommierten Projekt, das damals an der Preußischen Akademie der Wissenschaften angesiedelt war. Hier war er als Mitarbeiter an der Verzettelung und Auswertung der Wörter beteiligt und arbeitete mit Ägyptologen wie Adolf Erman, Hermann Junker und Günther Roeder zusammen. Bis 1910 war er beim Wörterbuch beschäftigt und kehrte dann zur Arbeit beim Museum zurück.
1908 wurde Burchardt mit einer Dissertation zur Syllabischen Schreibung im Ägyptischen promoviert. Seine Promotionsschrift erweiterte er zu einer Studie über die altkanaanäischen Fremdworte und Eigennamen im Ägyptischen, die 1909/1910 in zwei Bänden erschien. Gemeinsam mit Max Pieper erarbeitete er eine weitere Studie zu den ägyptischen Königsnamen (Handbuch der aegyptischen Königsnamen, 1912). Außerdem schrieb er eine Reihe von Aufsätzen, darunter 13 für die Zeitschrift für Ägyptische Sprache und Altertumskunde. Burchardt schrieb auch die Artikel zu den Hieroglyphen, dem Volk Hyksos und dem ägyptischen Ort Rakotis (später Alexandria) für Paulys Realencyclopädie der classischen Altertumswissenschaft (RE). Im Winter 1912/1913 unternahm er auf Anregung Eduard Meyers und finanziert durch die Kaiser-Wilhelm-Gesellschaft eine Expedition nach Ägypten. Die Expedition, die Burchardt nach Ägypten und Nubien führte, sollte alle Darstellungen fremder Völker auf ägyptischen Denkmälern fotografieren, vor allem sollten die inschriftlichen ägyptischen Quellen zu den Völkern Südosteuropas und Vorderasiens zusammengetragen werden. Nach seiner Rückkehr arbeitete er an einer umfassenden Studie über die ägyptischen Beziehungen zu anderen Völkern, für die er seine Erkenntnisse auswertete.
Nach dem Ausbruch des Ersten Weltkriegs wurde Burchardt Offizier im Deutschen Heer. Am 7. September 1914 wurde er bei Kämpfen in der Nähe der französischen Orte Saint-Soupplets und Varreddes schwer verwundet und erlag kurz darauf seinen Verletzungen.

## Schriften
- Die Syllabische Schreibung im Aegyptischen. Inaugural-Dissertation zur Erlangung der Doktorwürde, genehmigt von der Philosophischen Fakultät der Friedrich-Wilhelms-Universität zu Berlin. Pries/Fritzsche, Leipzig 1908.
- Die altkanaanäischen Fremdworte und Eigennamen im Aegyptischen. 2 Teile. Hinrichs, Leipzig 1909/10 (Digitalisat).
- mit Max Pieper: Handbuch der aegyptischen Königsnamen. Hinrichs, Leipzig 1912.